# Jaspis splendens
Jaspis splendens är en svampdjursart som först beskrevs av de Laubenfels 1954.  Jaspis splendens ingår i släktet Jaspis och familjen Ancorinidae. Inga underarter finns listade i Catalogue of Life.